# Union sportive athlétique toulougienne
 (août 2025).
L'Union Sportive Athlétique Toulougienne, ou USA Toulouges, est un club omnisports français dont la section masculine de basket-ball évolue en NM2 (4e échelon national du championnat français). Le club est basé dans la ville de Toulouges.

## Historique
Naissance en 1964 de la section basket-ball au sein de l'USA Toulouges omnisport. Le club monte en NM1 en 2003-2004 (descente l'année suivante) puis la retrouve en 2005-2006.

## Palmarès
- Champion de France de Nationale 4 : 1993
- Finaliste du challenge coupe de France : 2006

## Joueurs célèbres ou marquants
- Brice Bisseni

## Équipe 2006-2007
Jérome Florenson, Aurélien Cintract, Laurent Kleffstra, Benoit Braun, Brice Bisseni, Kevin Latchimy, Jean-François Reymond, Darecko Rawlins, Sebastien Kancel, Loïc Riguidel.